# 스탠 크롱키

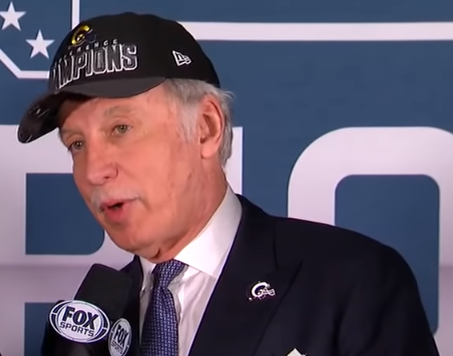

에노스 스탠리 "스탠" 크롱키(Enos Stanley "Stan" Kroenke, /ˈkrɒŋki/, 1947년 7월 29일 ~ )는 미국의 기업인이자 스포츠 재벌로, 콜로라도 래피즈와 덴버 너기츠, 로스앤젤레스 램스의 구단주이자 아스널 FC의 대주주로 재산은 22억 4500만 파운드이다.

## 일생과 경력
미국 미주리주 컬럼비아 출생으로 미주리 대학교에서 예술과 과학 학사와 예술 경영학을 공부했고, 1983년 쇼핑 센터와 아파트를 짓기 위해 부동산 회사인 크롱키 그룹을 설립하였다. 또한 세계적인 유통업체 월마트의 상속자인 앤 월튼과 결혼해 월마트 개발에서도 독보적인 위치를 차지하며 더욱 발전하여 1991년 세인트루이스에도 회사를 설립하였다.
스포츠계의 거물이기도 해 로스앤젤레스 램스의 주식 40%를 소유하고 2000년 NBA의 덴버 너기츠와 내셔널 하키 리그의 콜로라도 애벌랜치를 인수했으며, 2002년에는 요한 엘웨이, 패트릭 보으른과 함께 콜로라도 크러시의 공동 구단주가 되었다. 2004년 내셔널 라크로스 리그의 콜로라도 맘모스와 메이저 리그 사커의 콜로라도 래피즈를 인수하였고, 크롱키 스포츠 엔터프라이즈를 세우고 앨티투드 스포츠 앤 엔터테인먼트 케이블 채널을 개방해 뉴스 코퍼레이션의 폭스 스포츠넷과 경쟁을 펼치고 있다.
또한 2007년 잉글랜드 프리미어리그의 아스널 FC의 주식 9.9%를 사들이며 영국에 진출했는데, 2008년 9월 아스널의 이사가 되었고 현재 아스널 주식 20.5%를 소유해 아스널 최대의 대주주가 되었다. 이외에도 2006년 찰스 은행과 협력해 나파 밸리 와이너리 스크리밍 이글을 인수하였다.

## 같이 보기
- 아스널 FC
- 콜로라도 래피즈
- 덴버 너기츠
- 콜로라도 애벌랜치
- 로스앤젤레스 램스